# Wieliczki
Wieliczki (niem. Wielitzken) – wieś w Polsce położona w województwie warmińsko-mazurskim, w powiecie oleckim, w gminie Wieliczki.
W latach 1954–1972 wieś należała i była siedzibą władz gromady Wieliczki. W latach 1975–1998 miejscowość administracyjnie należała do województwa suwalskiego.
Miejscowość jest siedzibą gminy Wieliczki.

## Historia
Wieliczki istniały już w roku 1540. Była to wieś czynszowa, założona na 40 włókach na prawie chełmińskim. Parafia Wieliczki powstała około 1552 roku. Wkrótce założono też we wsi szkołę parafialną. W 1600 roku w Wieliczkach mieszkała wyłącznie ludność polskiego pochodzenia. Jeszcze w roku 1833 do szkół na terenie parafii uczęszczało 613 dzieci polskich i 23 narodowości niemieckiej. Wśród tych pierwszych znajdował się Krystyn Lach z Wojnasów, późniejszy pisarz i filozof, który na przełomie XVIII i XIX wieku uczył się w szkołach w Wojnasach i Wieliczkach. W 1938 roku Wieliczki liczyły 616 mieszkańców i otrzymały w ramach akcji germanizacyjnej niemiecką nazwę Wallenrode.

## Zabytki
- Drewniany kościół parafialny pw. Narodzenia Najświętszej Marii Panny, budowla pseudobazylikowa z bocznymi emporami. Pod względem planu i rozmiarów zbliżony do kościoła w Ostrykole. Na belce napis informujący o wybudowaniu w 1676 r. Wieża dostawiona w latach 1693-1694. Korpus, chór i boczne aneksy konstrukcji zrębowej, węgły na "jaskółczy ogon", wieża szkieletowa. Cały budynek jest oszalowany, a wnętrze z płaskim stropem. Ołtarz z bogatą ornamentacją, wykonaną przez snycerza z Olecka w 1708 (snycerz Schöbel). Ambona pochodzi z początków XVIII w., ufundowana przez proboszcza Michała Giżyckiego, polichromia na ambonie wykonana w 1712 na koszt parafii.

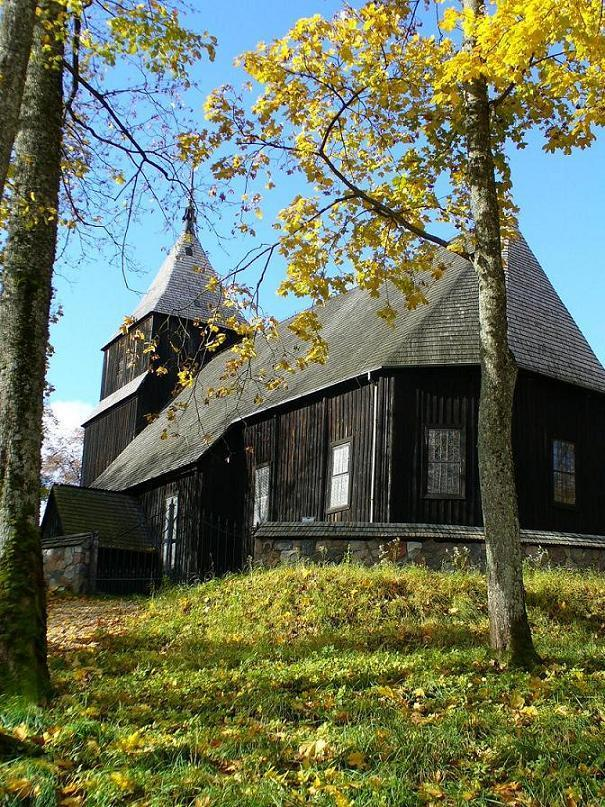
kościół w Wieliczkach
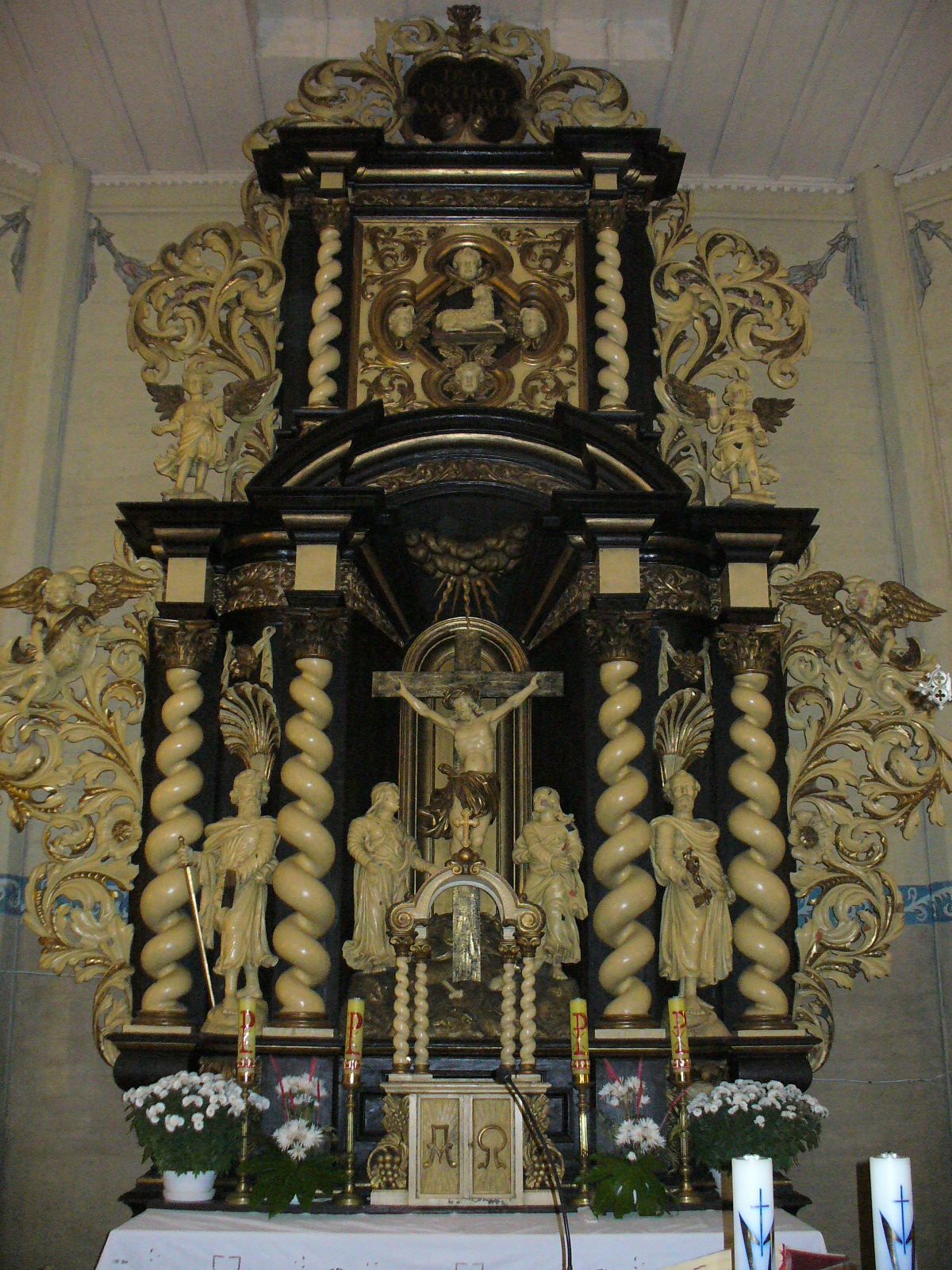
Ołtarz
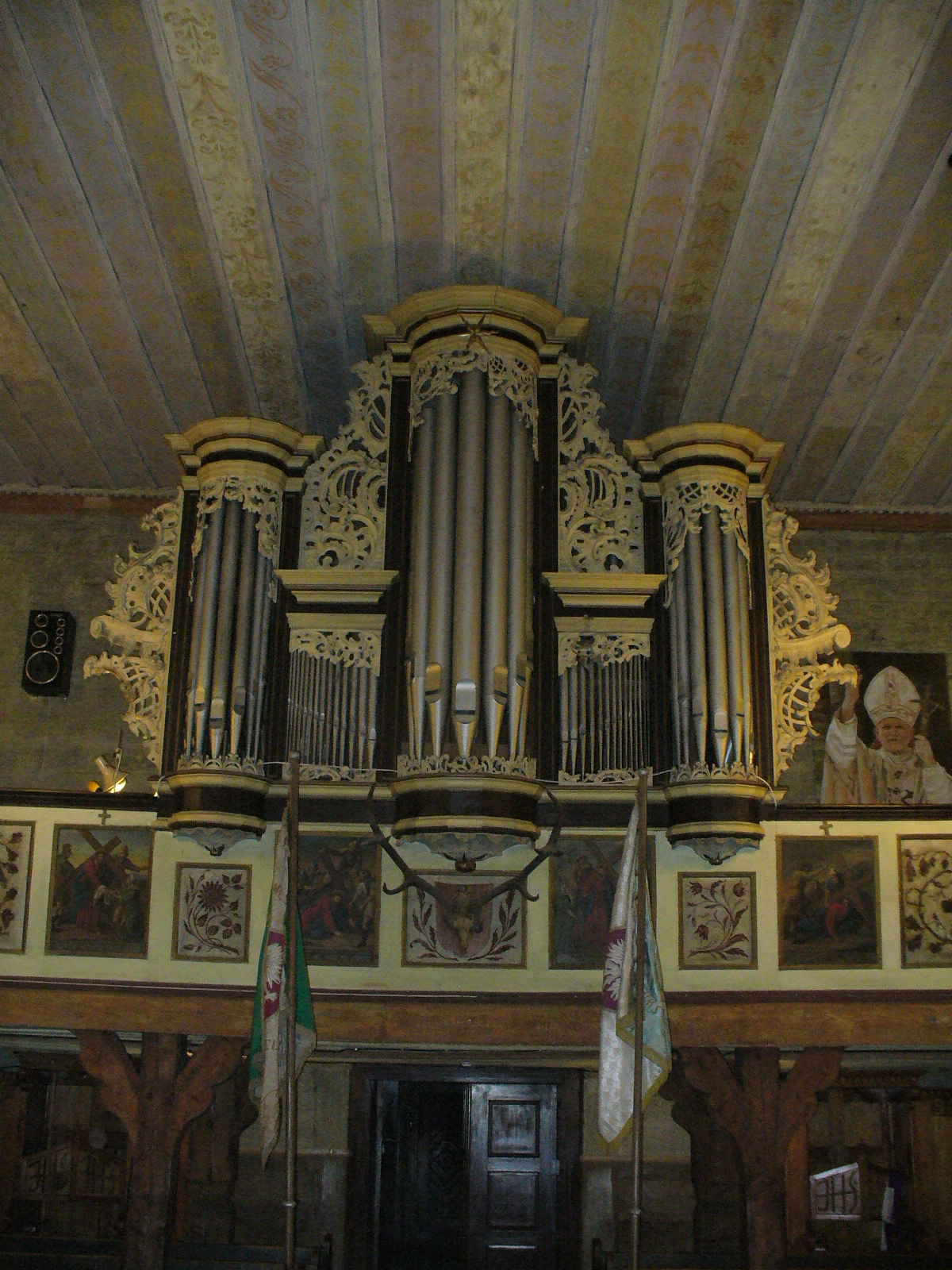
Organy
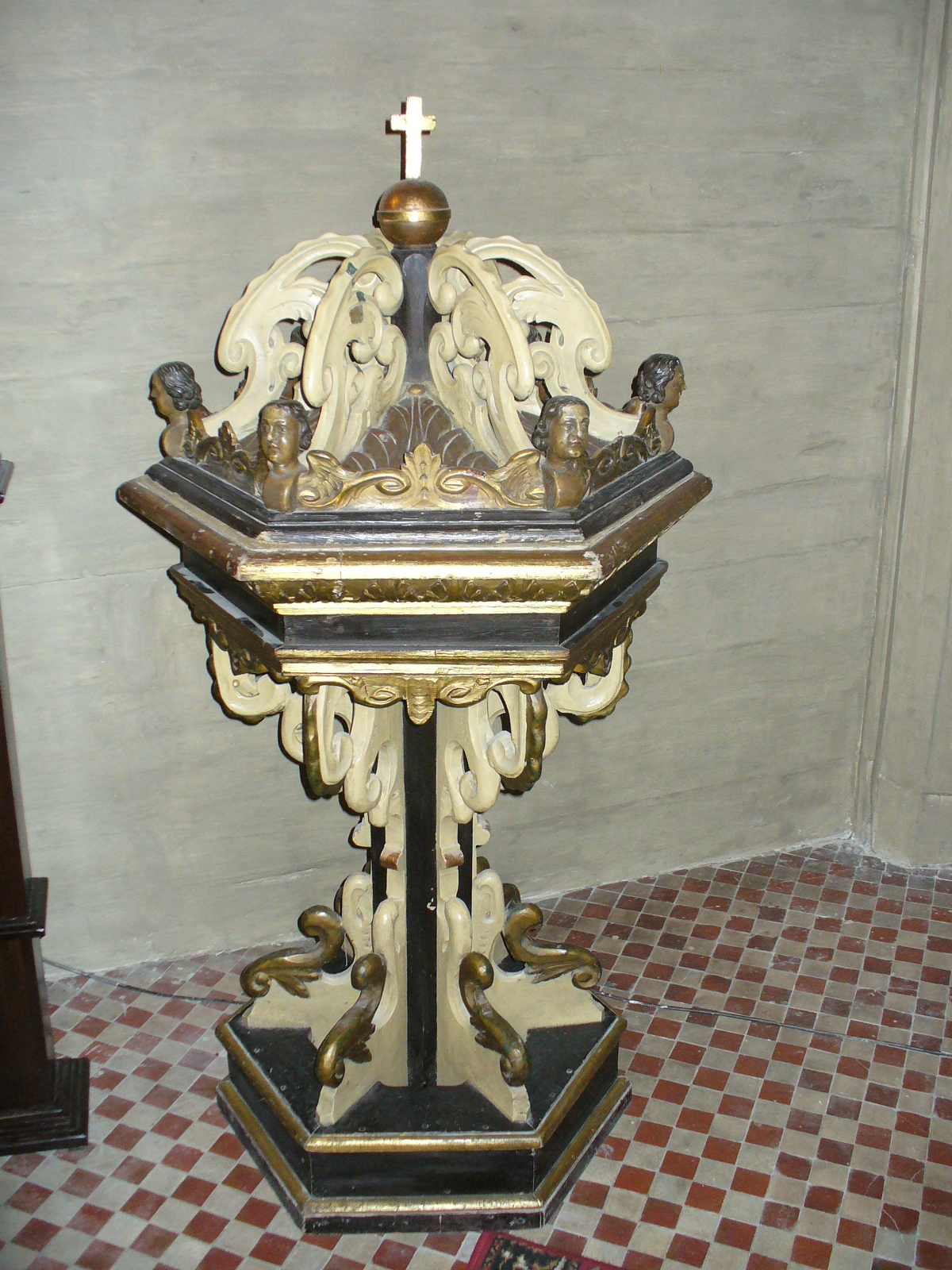
Chrzcielnica
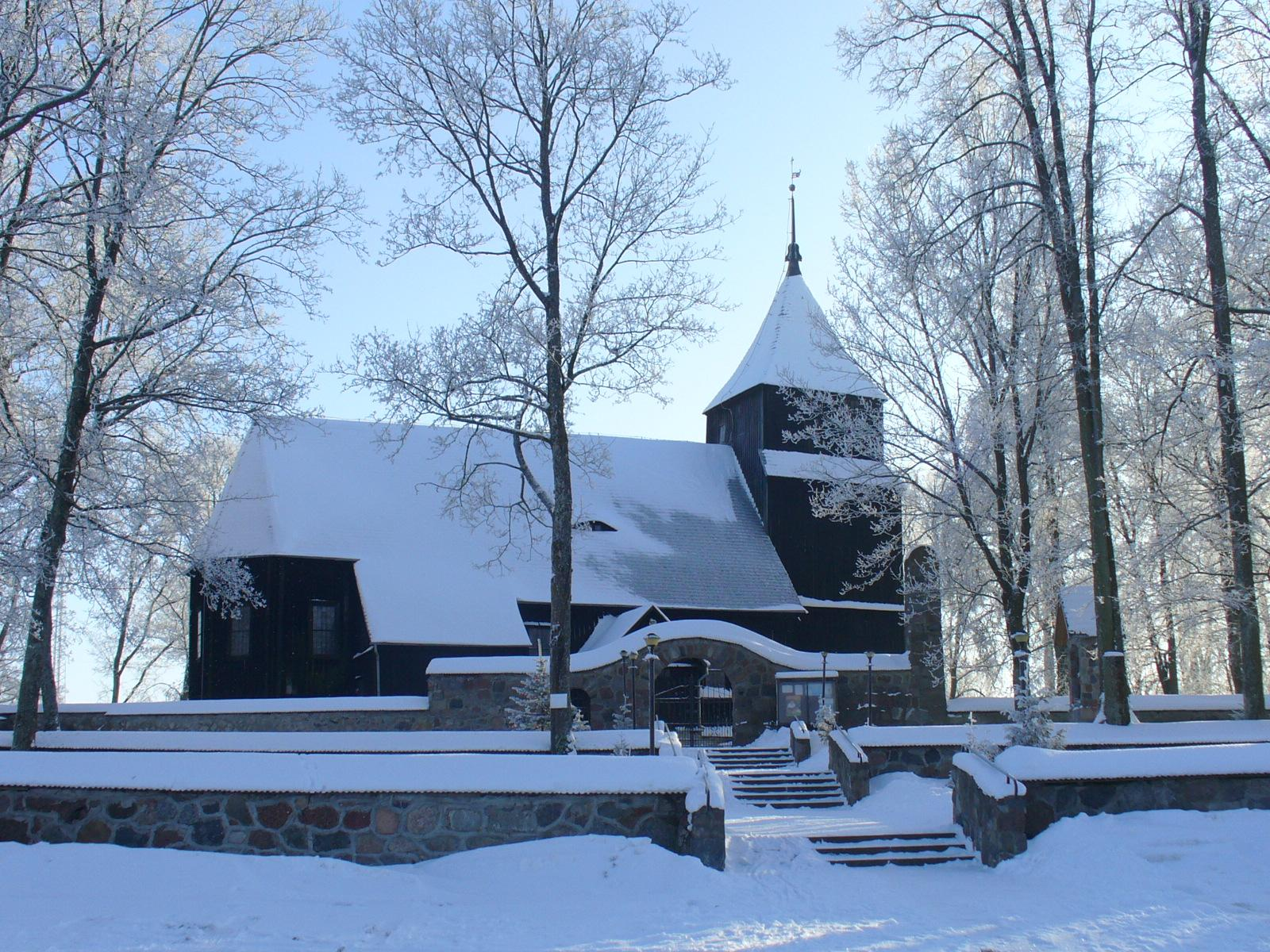
Kościół w szacie zimowej